# نادي أديما
نادي أديما الرياضي (بالإنجليزية: AS Adema)‏ هو نادي كرة قدم مدغشقري، أُسس النادي في عام 1955، يقع مقره في العاصمة أنتاناناريفو، مدغشقر.

## روابط خارجية
- نادي أديما على موقع كووورة